# Arbeiderspers Schaaktoernooi
Het Arbeiderspers schaaktoernooi was een eenmalig schaaktoernooi dat werd gehouden van 10 oktober tot en met 18 oktober 1936. Het toernooi werd mogelijk gemaakt door De Arbeiderspers. Wereldkampioen Max Euwe wist het toernooi samen met Reuben Fine te winnen.

## Geschiedenis
Toen Max Euwe in 1935 wereldkampioen schaken was geworden, bracht dat een heuse schaakkoorts teweeg. De schaaksport kreeg tal van nieuwe beoefenaars en overal ter lande werden nieuwe schaakverenigingen opgericht. Ook werden er diverse prestigieuze schaaktoernooien georganiseerd. Eerder dat jaar vond in Zandvoort bijvoorbeeld een internationaal schaaktoernooi plaats, dat gewonnen werd door opkomend talent Reuben Fine.
Het Arbeiderspers schaaktoernooi had een bijzonder sterk deelnemersveld met behalve de eerder genoemde Fine, wereldkampioen Max Euwe, voormalig wereldkampioen Aleksandr Aljechin, Nederlands kampioen Salo Landau, voormalig Duits kampioen Ernst Grünfeld, de Duitse schaakmeester Hans Kmoch aangevuld met de sterke spelers uit Nederland Johannes van den Bosch en Theo van Scheltinga. Ook Géza Maróczy werd aanvankelijk genoemd als één van de deelnemers, maar hij deed toch niet mee.
Lodewijk Prins behoorde aanvankelijk ook tot de deelnemers en speelde de eerste ronde zelfs mee, maar hij trok zich na een incident in de tweede ronde terug. Prins was een kwartier te laat gearriveerd. De arbiter had inmiddels de schaakklok gestart, zoals de regels voorschrijven. Hier was Prins het kennelijk niet mee eens, en hij besloot niet verder te spelen. In zijn plaats kwam Theo van Scheltinga. 
De loting werd op 7 oktober 1936 verricht in het gebouw van de Arbeidspers aan het Hekelveld in Amsterdam. Vier van de zeven rondes werden verspeeld in het Muzieklyceum in Amsterdam. De overige rondes vonden plaats in de Haagse Dierentuin, Hotel Bristol in Rotterdam en het A.M.V.J.-gebouw in Amsterdam.
De organisatie van het toernooi lag in handen van het viertal Max Levenbach, Van Damen, Liket en Van Harten.

## Uitslag en kruistabel[5]
| # | Naam                   | Score | 1  | 2  | 3  | 4  | 5  | 6  | 7  | 8  |
| - | ---------------------- | ----- | -- | -- | -- | -- | -- | -- | -- | -- |
| 1 | Max Euwe               | 5     | -- | ½  | 1  | ½  | ½  | 1  | ½  | 1  |
| 2 | Reuben Fine            | 5     | ½  | -- | ½  | 1  | 1  | 1  | 0  | 1  |
| 3 | Aleksandr Aljechin     | 4½    | 0  | ½  | -- | ½  | 1  | ½  | 1  | 1  |
| 4 | Ernst Grünfeld         | 3½    | ½  | 0  | ½  | -- | ½  | ½  | ½  | 1  |
| 5 | Salo Landau            | 3½    | ½  | 0  | 0  | ½  | -- | ½  | 1  | 1  |
| 6 | Johannes van den Bosch | 3½    | 0  | 0  | ½  | ½  | ½  | -- | 1  | 1  |
| 7 | Hans Kmoch             | 3     | ½  | 1  | 0  | ½  | 0  | 0  | -- | 1  |
| 8 | Theo van Scheltinga    | 0     | 0  | 0  | 0  | 0  | 0  | 0  | 0  | -- |